# Centre Hastings
Centre Hastings – gmina (ang. township) w Kanadzie, w prowincji Ontario, w hrabstwie Hastings.
Powierzchnia Centre Hastings to 222,09 km².
Według danych spisu powszechnego z roku 2001 Centre Hastings liczy 4226 mieszkańców (19,03 os./km²).